# Јелена Агбаба
Јелена Агбаба (Кикинда, 29. јун 1997) српска је рукометашица која игра на позицији пивота. Тренутно наступа за Моиру Будаерш и за репрезентацију Србије.
Њена старија сестра Марија Лаништанин је такође рукометашица.